# فريتز فاغنر (عالم)
فريتز فاغنر (بالألمانية: Fritz Wagner) (و. 1934 – 2011 م) هو عالم لغوي كلاسيكي، وأستاذ جامعي، من ألمانيا، ولد في آخن، توفي عن عمر يناهز 77 عاماً.

## مناصب وهيئات
أدار جامعة برلين الحرة.

## جوائز
حصل على جوائز منها:
- وسام استحقاق جمهورية ألمانيا الاتحادية.